# Daimiel Club de Fútbol
El Daimiel Club de Fútbol fue un club de fútbol español, de la ciudad de Daimiel (Ciudad Real). Fue fundado en 1968 y desapareció en el año 2013. En la actualidad hay un jugador del Daimiel Club de Fútbol que está jugando en primera división, Rubén Sobrino. 

## Historia
El club fue fundado en 1968 aunque tuvo un antecedente con el mismo nombre fundado en 1942. Durante la temporada 1987-88 jugó en la Segunda División B. Desde entonces, osciló entre la Tercera División y la Primera Autonómica Preferente hasta su disolución por deudas en el año 2013, adoptando sus colores y escudo el Daimiel Racing Club, fundado en 2010 y considerado su continuador.

## Estadio
El Daimiel Racing Club alterna sus partidos en dos instalaciones diferentes. Juega los partidos oficiales en el campo de Nuestra Señora del Carmen (Daimiel, Ciudad Real) de césped artificial con un aforo de 1.000 espectadores o bien en el Estadio Municipal de Daimiel, (Daimiel, Ciudad Real), con capacidad de 3.000 personas y césped natural.

## Himno
La letra del himno del Daimiel Racing Club fue compuesta por D. Jesús Carabaño García-Moreno; además, D. Evelio Alonso Fernández se encargó de la música y colaborando también en parte de la letra. En la grabación, lo interpreta la Banda Municipal de Daimiel y lo canta el daimieleño Carlos Redondo.

## Datos del club
- Temporadas en Segunda División B: 1
- Temporadas en Tercera División:

## Palmarés

### Trofeos amistosos
- Trofeo de la Uva y el Vino: (14) 1975, 1976, 1978, 1980, 1981, 1984, 1987, 1989, 1992, 1999, 2010, 2011, 2017, 2020
- Trofeo Puerta de Toledo: (4) 1974, 1975, 1984, 1988
- Trofeo Feria de Ciudad Real: (1) 1987
- Trofeo Rosa del Azafrán: (1) 1988